# Mariem Hassan
Mariem Hassan (Esmara, Sahara Español, 1958-Tinduf, Argelia, 22 de agosto de 2015) fue una enfermera, compositora y cantante de música haul, de nacionalidad saharaui.

## Biografía
Es la tercera de una familia de diez hermanos. En 1975, Mariem tenía diecisiete años cuando Marruecos inició la Marcha Verde para ocupar el Sahara Español. Su familia se trasladó al enclave de Mjeriz, próximo a Tifariti, campamento controlado por el Frente Polisario. Desde allí salieron para la hamada de Tinduf, a un campamento de refugiados en el sudoeste de Argelia.

## Ámbito musical
Ha participado en distintos grupos de música saharaui. Primero con El Hafed, que pronto cambió su nombre por Mártir Luali, en memoria del primer secretario del Frente Polisario. Con el grupo viajó a muchísimos países participando en actos culturales con un alto contenido político. "Deseos" es su primer álbum en solitario.
El 28 de septiembre de 2009, cinco ciudadanos marroquíes intentaron agredirla en Madrid, donde se encontraba grabando temas para un disco.
A este episodio hace referencia la "Almalhfa-La Melfa", uno de los temas principales de "Shouka", publicado en el 2010. A través de este álbum, Mariem Hassan consigue un reconocimiento a nivel internacional, confirmado por el siguiente álbum "El Aaiun Egdat", del 2012, ambos publicados bajo el sello discográfico Nubenegra. La intensidad de la carrera musical de Mariem Hassan, ligada profundamente a la lucha del pueblo saharaui emergen en entrevistas, reviews, reportajes que definen su figura. En el 2014, llega la biografía oficial "Mariem Hassan – Soy Saharaui”, firmada por los italianos Gianluca Diana, Andromalis y Federica Marzioni, publicada en España por Calamar Edición y Diseño. En esta novela gráfica se recorren la carrera artística y la vida de La Voz del Sahara, como artista de calibre internacional en el panorama de la World Music y portavoz de la lucha de su pueblo.

## Fallecimiento
Durante más de 10 años luchó contra el cáncer hasta que falleció el 22 de agosto de 2015, a los 57 años, en Tinduf (Argelia).
En 2017, Manuel Domínguez y Zazie Schubert-Wurr publican los relatos de sus andanzas en las giras musicales de Mariem Hassan durante los 18 años que precedieron a su muerte, en "La voz indómita". La editorial Nubenegra lo publica en español y en inglés ("The Indomitable Voice"). En 2018 Frieling lo publica también en alemán.

## Discografía
- 1998, Mujeres Saharauis: A pesar de las heridas, Nubenegra.
- 2002, Mariem Hassan con Leyoad, Nubenegra.
- 2014, Cantos Antiguos Saharauis, Nubenegra.
- 2005, Deseos, Nubenegra.
- 2007, Hugo Westerdahl: Western Sahara, Nubenegra.
- 2010, Shouka, Nubenegra.
- 2012, El Aaiún Egdat, Nubenegra.
- 2015, Baila, Sáhara, baila, Nubenegra, Mariem Hassan & Vadiya Mint el Hanevi.
- 2017, La voz indómita, Nubenegra. Publicado póstumamente.